# 스트레인지 월드
《스트레인지 월드》(영어: Strange World)는 2022년 개봉된 미국의 SF 모험 애니메이션 영화이다. 돈 홀이 감독을 맡았으며, 월트 디즈니 픽처스가 제작하는 61번째 애니메이션 영화이다.

## 줄거리
영화 '스트레인지 월드'는 전설적인 탐험가 가문인 클레이드 가족의 이야기이다. 아버지 예거와 아들 서처는 서로 다른 가치관을 가지고 있는데, 서처는 에너지원인 '판도'를 발견하여 사회에 기여했지만 예거는 계속해서 미지의 세계를 탐험하길 원한다.
판도가 점차 힘을 잃어가자, 서처는 판도의 뿌리를 찾아 지하 세계로 탐험을 떠나고, 그곳에서 오랫동안 소식이 끊겼던 아버지 예거와 재회한다. 탐험 도중, 서처의 아들 이든도 합류하게 되면서 세 사람은 각각 다른 목표를 가지고 함께 모험을 하게 된다. 이들은 지하 세계에서 기이한 생물체들과 조우하며 여러 위기를 극복하고, 결국에는 판도가 거대한 생명체의 심장을 공격하는 감염원이라는 사실을 깨닫게 된다.
서처와 이든은 판도를 제거하기 위해 노력하고, 예거의 도움으로 판도를 파괴하는 데 성공한다. 이 과정에서 세 사람은 서로의 가치관을 이해하고 존중하게 되며, 긍정적인 가족 관계를 회복한다. 이후, 아발로니아는 새로운 에너지원을 찾고, 이든은 미지의 세계 탐험을 계속하며, 서처와 예거의 관계도 개선된다. 마지막 장면에서는 거대한 거북이 모양의 생명체 위에 세워진 아발로니아의 모습이 드러난다.

## 성우진
| 배역              | 영어 성우         | 한국어 성우 |
| ----------------- | ----------------- | ----------- |
| 서처 클레이드     | 제이크 질런홀     | 전광주      |
| 예거 클레이드     | 데니스 퀘이드     | 유해무      |
| 이든 클레이드     | 저부키 영화이트   | 정민석      |
| 메리디언 클레이드 | 개브리엘 유니언   | 정유정      |
| 캘리스토 맬       | 루시 류           | 양정화      |
| 캐스피언          | 카란 소니         | 한만중      |
| 더플              | 앨런 튜딕         | 박성영      |
| 펄크              | 애덜리나 앤서니   | 김예림      |
| 로니 레드셔트     | 에이브러햄 벤루비 | -           |
| 디아조            | 조너선 멜로       | 박성영      |
| 카르데스          | 닉 도다니         | 석승훈      |
| 아지무트          | 프랜세스카 릴     | 성예원      |
| 로                | 에밀리 쿠로다     | 비주언      |
| 로리              | 리드 벅           | 정의택      |
| 해설              | 앨런 튜딕         | 이병용      |